# 南千晴
南 千晴（みなみ ちはる、1980年7月15日 - ）は、日本の政治家。群馬県北群馬郡榛東村長（1期）。元榛東村議会議員（5期）。

## 来歴
群馬県北群馬郡榛東村出身。榛東村榛東中学校卒業。中学時代は剣道部に所属し、全国中学校剣道大会で女子団体3位を記録した。1999年、群馬県立渋川女子高等学校卒業。2003年、高崎経済大学地域政策学部卒業。
2007年4月22日に行われた榛東村議会議員の補欠選挙（定数1）に立候補し、無投票で初当選した。
2016年、高崎経済大学大学院博士前期課程修了。
2017年、議長に就任。2018年、第一子を出産。これをきっかけとして、村議会は全国に先駆けて育児を理由に議会を欠席できるように会議規則を改正した。
2021年4月、議長を退任。同年4月18日に行われた村議選で5期目の当選を果たす。同年8月、第二子を出産。南は、議会の会議規則に、赤ちゃんを育てる議員の「育児時間」を盛り込む改正案づくりに奔走。同年12月1日、村議会は同改正案を可決した。
2023年3月14日、村議を辞職。同年4月23日に行われた榛東村長選挙に立候補。現職村長の真塩卓の後継者とされた元村議の小山久利、元村議の中島由美子の2候補を破り、初当選した。
※当日有権者数：11,889人 最終投票率：61.81%（前回比：10.22pts）
| 候補者名   | 年齢 | 所属党派 | 新旧別 | 得票数  | 得票率 | 推薦・支持 |
| ---------- | ---- | -------- | ------ | ------- | ------ | ---------- |
| 南千晴     | 42   | 無所属   | 新     | 4,084票 | 56.2%  |            |
| 小山久利   | 61   | 無所属   | 新     | 1,841票 | 25.4%  |            |
| 中島由美子 | 64   | 無所属   | 新     | 1,336票 | 18.4%  |            |

5月18日、村長に就任。村政運営の基本姿勢として、「もっと！子どもを産み育てるなら榛東村」を柱の一つに掲げる。